# يوميات سويتشي المبهجة
يوميات سويتشي المبهجة(باليابانية: 双一の楽しい日記، بالروماجي: Sōichi no Tanoshii Nikki) (بالإنجليزية: Souichi's Diary of Delights)‏ هي مانغا يابانية من تأليف ورسم جونجي إيتو، نشرت من قبل أساهي سونوراما في مجلة هالوين الشهرية، منذ أغسطس عام 1991 حتى مايو عام 1993، تم تجمع فصول المانغا في مجلد تانكوبون واحد نشر في فبراير عام 1998. هذه المانغا هي المجلد الخامس من مجموعة جونجي إيتو.

## القصة
عطلة صيفية سعيدة (باليابانية: 楽しい夏休み، بالروماجي: Tanoshī Natsu Yasumi)
تدور أحداث القصة عن سويتشي تسوجي الذي يذهب في عطلة الصيف لزيارة أقاربهم في الريف.
عطلة شتوية سعيدة (باليابانية: 楽しい冬休み، بالروماجي: Tanoshī Fuyu Yasumi)
يوميات سويتشي المبهجة (باليابانية: 双一の楽しい日記، بالروماجي: Sōichi no Tanoshī Nikki)
البروفيسور يزور منزل سوتشي  (باليابانية: 双一の家庭訪問، بالروماجي: Sōichi no Katei Hōmon)
أستاذ من قماش (باليابانية: 布製教師، بالروماجي: Nunosei kyōshi)
عيد ميلاد سويتشي (باليابانية: 双一の誕生日، بالروماجي: Sōichi no Tanjōbi)

## وصلات خارجية
- يوميات سويتشي المبهجة على موقع myanimelist